# Fundação Cultural de Criciúma
A Fundação Cultural de Criciúma, também conhecida como Centro Cultural Jorge Zanatta, foi inaugurado em na década de 1940 para o funcionamento do Departamento Nacional de Produção Mineral, o local prestou para a instalação do primeiro serviço de água tratada de região.
Em 1962, passou a ser dirigido pela Comissão Executiva do Plano do Carvão Nacional.
Em 1964, foi usado como prisão do primeiro ano do regime militar.
Anos posteriormente, o Conselho Nacional do Petróleo ocupou do casarão, que passou a ser conhecido como Prédio da CNP.
Em 1993, o município assumiu a propriedade do imóvel, nele instalando a Fundação Cultural de Criciúma que fundou o Centro Cultural Jorge Zanatta, recebendo reparação em 1996.

## A fundação
A fundação oferece oficinas de arte, música, dança, teatro e exposição de artes plásticas. Situada no Centro do município de Criciúma do estado de Santa Catarina.